# Werner Fechner
Werner Fechner (* 7. Juli 1892 in Berlin; † 9. Januar 1973 in Ravensburg) war ein deutscher Maler und Radierer.

## Leben

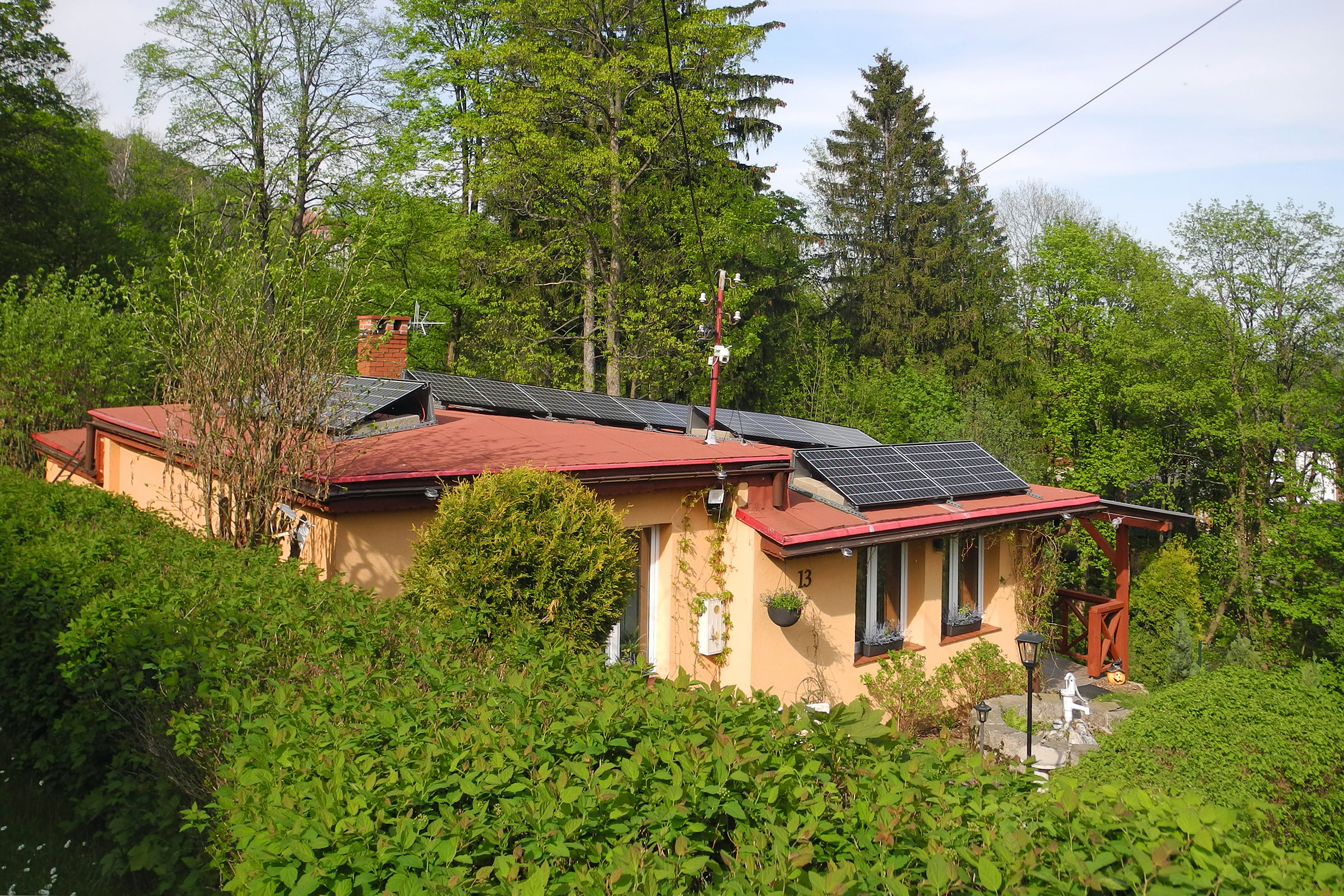
Wohnhaus von Werner Fechner in Schreiberhau

Werner Fechners Großvater Wilhelm Fechner war ein Kunstmaler und Hoffotograf. Sein Vater Hanns Fechner, der um 1900 ein in Berlin bekannter Porträtist war, ermöglichte seinem talentierten Sohn ab 1906 Unterricht. So konnte Werner Fechner besondere Einsichten in die Natur bei Ludwig Heck, Zoodirektor in Berlin, beim Ornithologen Pfarrer Otto Kleinschmidt und beim Botaniker Joseph Friedrich Nicolaus Bornmüller gewinnen.
Fechner studierte von 1911 bis 1915 an der Kunstakademie in Weimar. Dort lernte er Malerei und Grafik bei Professor Köhler und wurde später Meisterschüler bei Fritz Mackensen.
1919 heiratete er Käte Meis, die einer angesehenen Erfurter Familie entstammte und später Mei Fechner genannt wurde. Die beiden hatten sich beim Studium kennengelernt.
Ebenfalls 1919, im Gründungsjahr des Bauhauses, begann Fechner ein zweisemestriges Studium bei Walter Gropius. Er gehörte zu den Modernen, die das Glatte, Klare liebten.
Fechner war von 1920 bis 1935 freischaffender Maler und Radierer in Weimar. In dieser Zeit war Fechner Juror der Kunstakademie und machte sich mit Porträts bekannter Persönlichkeiten einen Namen. 1933 erhielt er für zwei Frauenbildnisse den Albrecht-Dürer-Preis der Stadt Nürnberg.
1933 erfolgte der Bau eines Atelierhauses in Schreiberhau, im niederschlesischen Teil des Riesengebirges gelegen. Sein um 1911 erblindeter Vater zog sich nach Schreiberhau zurück und gründete dort die Künstlervereinigung „Lukasmühle“. Als er 1931 verstarb, erhielt Sohn Werner Fechner einen Teil des väterlichen Grundstücks und baute sich dort ein Atelierhaus.
Da Fechners Mutter einer jüdischen Familie entstammte, erhielt Fechner 1935 Berufsverbot. Daraufhin zogen sich die Fechners nach Schreiberhau in ihr Haus zurück, wo sie bis 1946 blieben. Hier malte Fechner im Stillen weiter Porträts, u. a. von vielen Offizieren, die das über ihn verhängte Berufsverbot ignorierten.
Im Zuge der Vertreibung der Schlesier aus ihrer Heimat 1946 musste Fechner mit seiner Frau unter Zurücklassung seiner wertvollen Habe Schreiberhau verlassen und kam nach Eldagsen bei Hannover. Als die Stadt Wangen im Allgäu ihm eine neue Heimat anbot, verlegte Fechner 1953 seinen Wohnsitz in die dort entstandene Künstlersiedlung.
1973 ist Werner Fechner in Ravensburg verstorben.

## Ausstellungen
- Werner Fechner, ein Maler der Weimarer Kunstschule: eine Ausstellung von Verwandten und Freunden des Künstlers in Zusammenarbeit mit dem Stadtmuseum Weimar vom 7. September bis 29. Oktober 2000